# Douglas B-66
Die Douglas B-66 Destroyer war ein Aufklärer und leichter Bomber der United States Air Force, der von 1956 bis 1973 eingesetzt wurde. Das Flugzeug war ein Schulterdecker mit gepfeilten Tragflächen und zwei darunterhängenden Strahltriebwerken. Insgesamt wurden in verschiedenen Varianten 294 Stück hergestellt.

## Entwicklung
Im Jahr 1951 schrieb die U.S. Air Force einen Bomber und Aufklärer aus, der die Douglas B-26 Invader ersetzen sollte. Boeing schlug daraufhin eine Version der B-47 Stratojet vor, Martin eine Version der XB-51. Die USAF entschied sich 1952 jedoch für die Douglas A3D Skywarrior, die als strategischer Bomber der United States Navy am 28. Oktober 1952 ihren Erstflug hatte.
Die USAF bestellte keinen Prototyp, sondern fünf RB-66A-Vorserienflugzeuge, da man glaubte, dass die A3D ohne größere Umbauten für die USAF verwendbar sei. Sie war jedoch als strategischer Bomber für Angriffe aus großen Höhen entwickelt worden, während die RB-66 für Tiefflugeinsätze geeignet sein sollte. Dafür musste die Zelle verstärkt werden; zudem musste das Fahrwerk für den Einsatz von unbefestigten Pisten größere Räder erhalten. Vor allem aber musste das komplette Cockpit umgestaltet werden, um Aircraft Mechanic Inc. Schleudersitze der Typen Seat No 551/552/553/554 für jedes der vier Besatzungsmitglieder einbauen zu können. Der Navigator und der Bombenschütze wurden nach unten ausgestoßen, was in der kritischen Startphase fatal geendet hätte. In der A3D der Navy sollte die Besatzung mit dem Fallschirm abspringen. Die Avionik wurde fast komplett ausgetauscht. Die RB-66A erhielt das APS-27- und K-5-Radar, wofür das Radom vergrößert wurde, sowie vier Kameras für die Aufklärungsrolle. Auch die Triebwerke mussten ausgetauscht werden, da es Lieferengpässe beim von Douglas vorgeschlagenen Pratt & Whitney J57 gab. Die Wahl fiel aus politischen Gründen, gegen die Empfehlungen der Ingenieure für das J57, auf das zu schwache Allison J71. An heißen Tagen, oder während des Vietnamkrieges in Südostasien, reichte die Startbahnlänge wegen des unzureichenden Schubes nicht mehr aus, um abzuheben. Um Gewicht zu sparen, entfielen der Flügelklappmechanismus, der Fanghaken, die Katapultvorrichtung und das Enteisungssystem. Insgesamt erhöhte sich das Abfluggewicht dennoch um 5 Tonnen.

## Einsatz
Die erste Serienvariante war die RB-66B, die sich nur unwesentlich von der RB-66A unterschied. Die ersten Maschinen wurden ab 1956 beim 363. Tactical Reconnaissance Wing (Aufklärungsgeschwader), Shaw Air Force Base, South Carolina (USA), eingesetzt.
Die 1956/57 gebaute B-66B unterschied sich von der RB-66B durch einen längeren Bombenschacht und einen größeren internen Treibstoffvorrat. Ferner konnten zwei Zusatztanks unter den Tragflächen mitgeführt werden. Der erste Einsatz erfolgte 1956 beim 12. Light Bombardment Wing (leichten Bombergeschwader), Hurlburt Field, Florida.

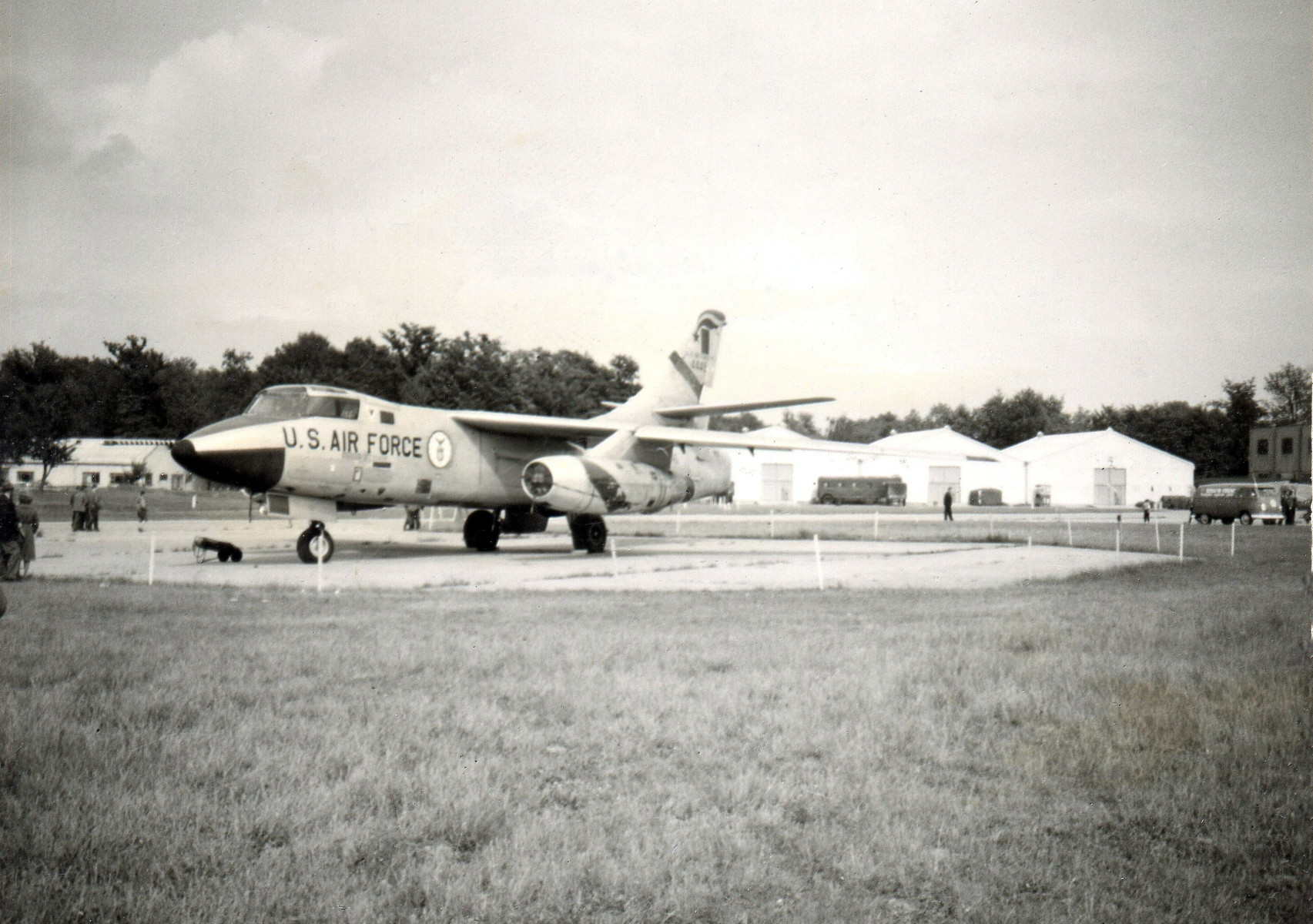
USAFE Douglas RB-66B Destroyer der 1st TRS (Tactical Reconnaissance Squadron), 10th TRW, aus Alconbury (UK) in Giebelstadt, Juni 1961

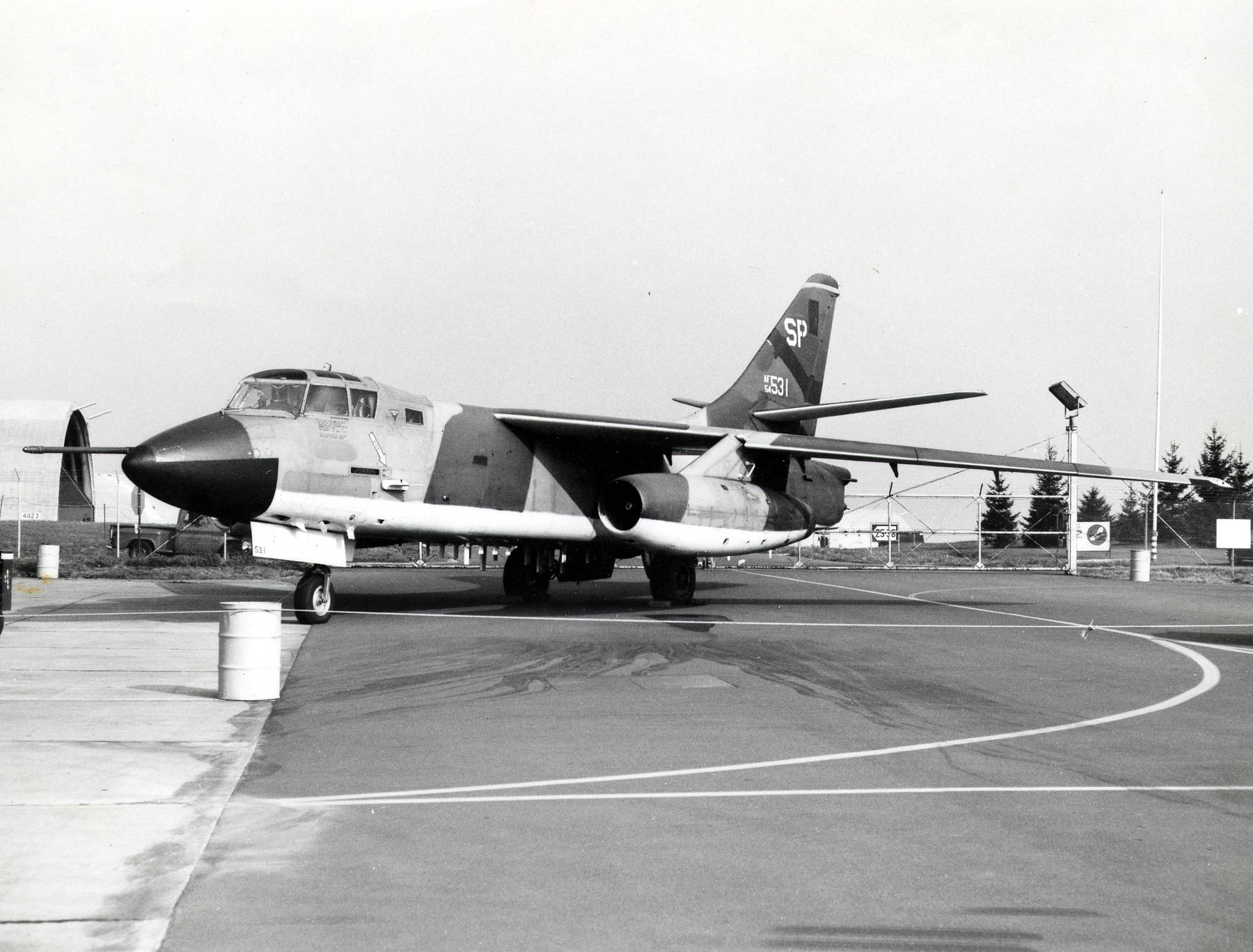
EB-66E der 39. TEWS, 52. TFW in Spangdahlem, 1972

Die RB-66C (ab 1966 EB-66C) wurde speziell für die ELINT entwickelt. Ursprünglich wurden die 36 Flugzeuge bei der 9. Tactical Reconnaissance Squadron (Aufklärungsstaffel), Shaw AFB, bei der 42nd TRS in Spangdahlem und der 67. TRS in Yokota (Japan) eingesetzt. Im Jahr 1962 wurden die RB-66C über Kuba während der Kuba-Krise eingesetzt und ab 1965 fast ausschließlich über Vietnam. Hier setzten die 41. und 42. Tactical Electronic Warfare Squadrons (Staffeln zur elektronischen Kriegsführung) des 355. Tactical Fighter Wing (Jagdgeschwaders) die EB-66 von Takhli in Thailand ein, um nordvietnamesische Radarstellungen zu stören. Selbst angreifen konnten die RB-66/EB-66 nicht.
Das Wettererkundungsflugzeug WB-66D war die letzte Variante der Douglas B-66. Hier wurde die ECM-Ausrüstung der RB-66C durch eine Wettererkundungsausrüstung ersetzt. Die Flugzeuge wurden von 1957 bis 1965 eingesetzt.
Northrop erhielt 1962 zwei WB-66D (55-0408 und 55-0410) als Experimentalflugzeuge. Mit ihnen sollten Möglichkeiten untersucht werden, die Grenzschichtströmung an einer Tragfläche zu beeinflussen, um den Luftwiderstand zu verringern und somit die Reichweite zu erhöhen. Zwei General Electric XJ79-GE-13-Triebwerke am hinteren Rumpf ersetzten die Unterflügeltriebwerke der B-66. Diese Maschinen wurden als X-21A bezeichnet.

## Produktion
Abnahme der B-66 durch die USAF:
| Version | 1954 | 1955 | 1956 | 1957 | 1958 | SUMME | Preis          |
| ------- | ---- | ---- | ---- | ---- | ---- | ----- | -------------- |
| B-66B   |      | 6    | 47   | 19   |      | 72    | 3.130.875 USD  |
| RB-66A  | 5    |      |      |      |      | 5     | 15.516.211 USD |
| RB-66B  | 2    | 8    | 91   | 44   |      | 145   | 2.334.404 USD  |
| RB-66C  |      | 1    | 20   | 15   |      | 36    | 2.719.153 USD  |
| WB-66D  |      |      |      | 34   | 2    | 36    | 1.915.900 USD  |
| SUMME   | 7    | 15   | 158  | 112  | 2    | 294   |                |

Umbau der B-66 nach Fiskaljahren:
| Version | 1961 | 1962 | 1963 | 1964 | 1965 | 1966 | 1967 | 1968 | 1969 | 1970 | Summe | Umbau aus      |
| ------- | ---- | ---- | ---- | ---- | ---- | ---- | ---- | ---- | ---- | ---- | ----- | -------------- |
| B-66D   | 1    |      | 1    |      |      |      |      |      |      |      | 2     | WB-66D         |
| EB-66B  |      |      |      |      |      |      | 13   |      | 1    |      | 14    | B-66B          |
| EB-66C  |      |      |      |      |      | 7    | 6    | 3    |      |      | 16    | RB-66C         |
| EB-66E  |      |      |      |      |      |      |      | 26   | 15   | 11   | 52    | RB-66B         |
| X-21A   |      |      |      | 2    |      |      |      |      |      |      | 2     | NB-66D, WB-66D |
| Summe   | 1    | 0    | 1    | 2    | 0    | 7    | 19   | 29   | 16   | 11   | 86    |                |

(FY = Fiscal Year. Das FY 1961 ging vom 1. Juli 1960 bis zum 30. Juni 1961.)
6 B-66, 31 RB-66/EB-66 und 3 WB-66 gingen im Zeitraum 1957 bis 1973 durch Unfälle verloren, zusammen also 40 Flugzeuge. In Vietnam verlor die USAF 15 RB-66/EB-66.

## Varianten

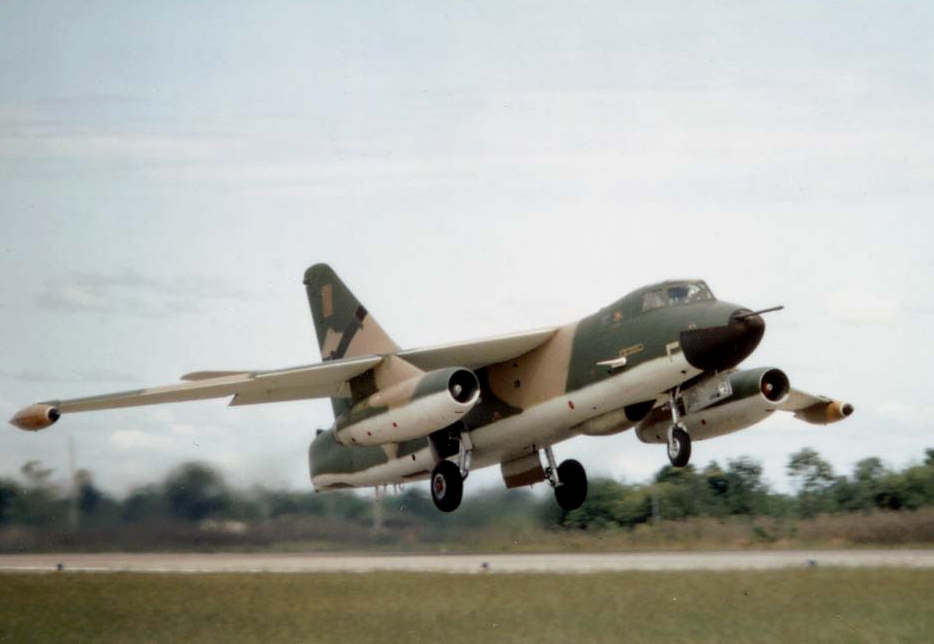
RB-66C, ELINT-Variante

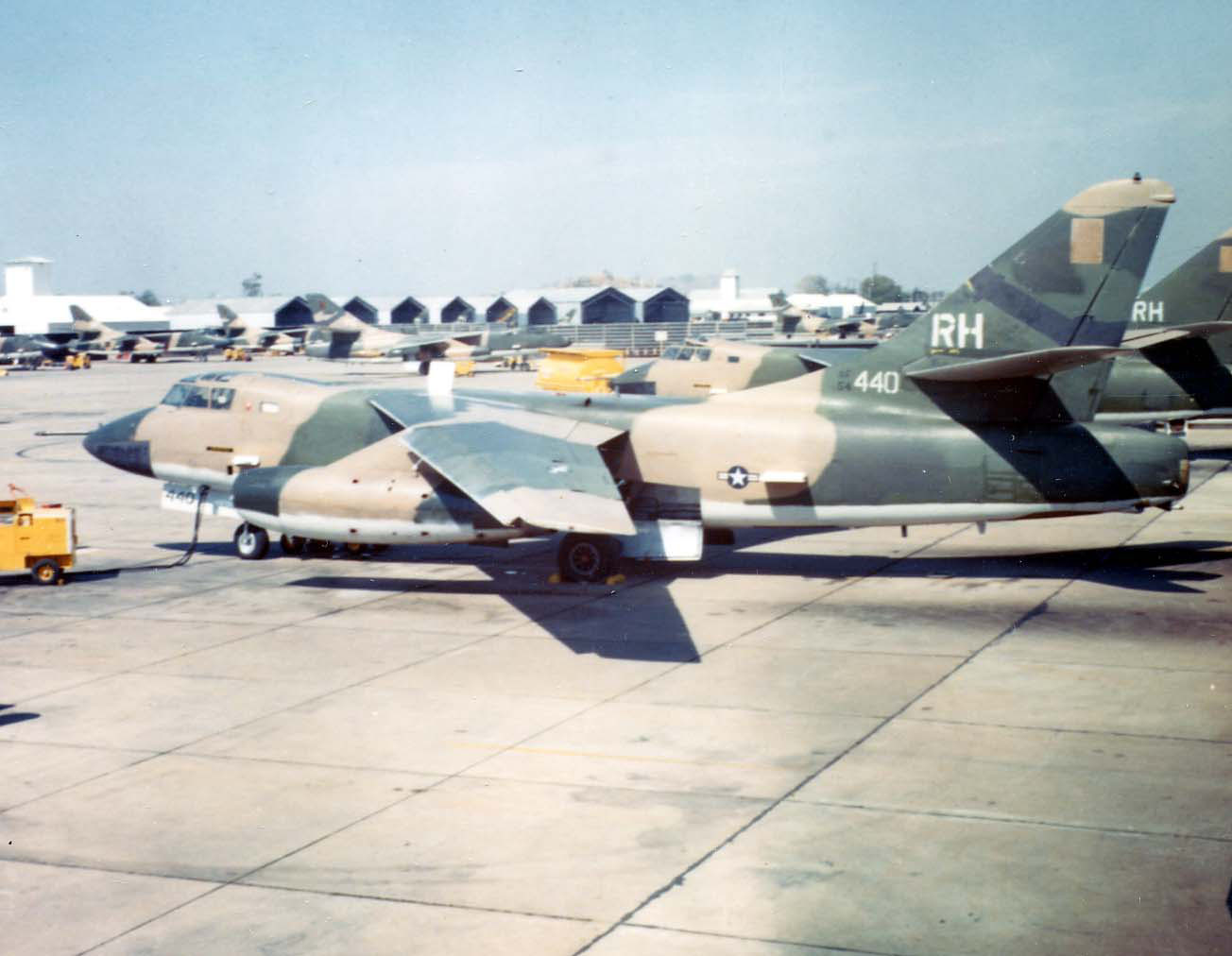
EB-66E der 41. TEWS, 1968 im Vietnamkrieg

B-66Bleichter Bomber; 72 gebaut (53-0482/0507, 54-0477/0505, 54-0548/0551, 55-0302/0314)
EB-66BECM-Umrüstung von 13 B-66B
EB-66CBezeichnung der RB-66C ab 1966
EB-66EECM-Umrüstung von 52 RB-66B
NB-66Bzwei Testflugzeuge (53-0488 und 54-0481) für die Gemini- und Apollo-Programme der NASA
RB-66AVorserienflugzeug; fünf gebaut (Seriennummern 52-2828/2832)
RB-66BAufklärer; 145 gebaut (53-0409/0481, 54-0417/0446, 54-0506/0547)
RB-66CELINT-Version; 36 gebaut (54-0447/0476, 55-0384/0389)
WB-66DWetteraufklärer; 36 gebaut (55-0390/0425)
Northrop X-21Azwei zu Testflugzeugen umgebaute WB-66D

## Zwischenfälle
Vom Erstflug 1954 bis zum Einsatzende 1975 wurden von Douglas B-66 aller Varianten 55 Totalschäden bekannt. Bei 31 davon kamen 81 Personen ums Leben. Im Zuge des Vietnamkrieges kam es zu 18 Verlusten.
In Deutschland waren B-66 zwischen 1957 und 1973 stationiert. In dieser Zeit kam es hier zu 6 Totalschäden, davon 3 tödlichen mit 11 Todesopfern. Vollständige Liste für Deutschland:
- Am 8. Juli 1958 stürzte eine Douglas RB-66B Destroyer der United States Air Force (Luftfahrzeugkennzeichen 54-444) im Anflug auf die Spangdahlem Air Base (Rheinland-Pfalz) zwei Kilometer vor der Landebahn neben dem Ort Beilingen ab. Alle 3 Besatzungsmitglieder wurden getötet.[9]

- Am 9. Dezember 1958 wurde eine Douglas RB-66B Destroyer der United States Air Force (54-535) bei der Landung auf der Spangdahlem Air Base (Rheinland-Pfalz) vor der Landebahn aufgesetzt. Vier Besatzungsmitglieder wurden getötet.[10]

- Am 3. Juli 1959 stürzte eine Douglas RB-66B Destroyer der United States Air Force (54-432) bei Sinzig (Rheinland-Pfalz) ab. Die Maschine war auf dem Flugplatz Wiesbaden-Erbenheim gestartet. Die Besatzungsmitglieder konnten sich mit ihren Schleudersitzen aus der Maschine retten.[11]

- Am 9. Oktober 1969 verunglückte eine Douglas EB-66E Destroyer der United States Air Force (54-536) beim Start von der Spangdahlem Air Base (Rheinland-Pfalz). Alle 4 Besatzungsmitglieder wurden getötet.[12]

- Am 28. August 1972 verunglückte eine Douglas EB-66C Destroyer der United States Air Force (55-386) beim Start von der Spangdahlem Air Base (Rheinland-Pfalz). Über Personenschäden ist nichts bekannt.[13]

### Abschuss bei Gardelegen 1964
Am 10. März 1964 wurde eine RB-66B  (Kennzeichen  54-0541) in der DDR von sowjetischen Jagdflugzeugen abgeschossen. Nach offizieller Darstellung der U.S. Air Force war die Maschine der 19. TRS, 10. TRW aus Alconbury (Großbritannien) von Toul-Rosières in Frankreich zu einem Trainingsflug gestartet, hatte sich wegen eines defekten Kompasses verflogen und drang versehentlich in den Luftraum der DDR ein. Nördlich von Gardelegen wurde sie von MiG-19 des 33. Jagdfliegerregiments aus Wittstock und des 35. Jagdfliegerregiments aus Zerbst abgeschossen. Die drei Besatzungsmitglieder katapultierten sich mit ihren Schleudersitzen aus der Maschine, wobei sich eines leicht verletzte. Sie wurden von den sowjetischen Truppen gefangen genommen und konnten die DDR nach vier Wochen verlassen.
Die Luftraumverletzung ereignete sich während eines Manövers der Sowjetischen Streitkräfte in Deutschland (GSSD); die RB-66 überflog den Truppenübungsplatz Gardelegen. Sie wurde von den beiden Diensthabenden Systemen aus Wittstock und Altengrabow abgefangen, zur Landung aufgefordert und, als die Besatzung auch auf Warnschüsse nicht reagierte, abgeschossen. Eine Auswertung der aufgezeichneten Daten und Fotos durch die sowjetische Seite ergab, dass die RB-66 Fotos gemacht und radiometrische Aufzeichnungen durchgeführt hatte. Die Sowjetunion hatte rechtzeitig vor dem Manöver dieses gemäß einem vierseitigen Abkommen über den ungehinderten Flug von Transport- und Passagierflugzeugen über das Territorium der DDR den Westalliierten angekündigt und damit den entsprechenden Luftraum gesperrt. Aus Sicht der sowjetischen Seite hatte die RB-66 nachgewiesenermaßen den Auftrag, während des Manövers zu spionieren.

## Technische Daten
| Kenngröße             | Daten                                 |
| --------------------- | ------------------------------------- |
| Besatzung             | 3 (elektronische Aufklärer bis zu 7)  |
| Länge                 | 22,90 m                               |
| Spannweite            | 22,10 m                               |
| Höhe                  | 7,19 m                                |
| Flügelfläche          | 72,46 m²                              |
| Flügelstreckung       | 6,7                                   |
| Leermasse             | 19.720 kg                             |
| Startmasse            | 26.200 kg                             |
| max. Startmasse       | 37.648 kg                             |
| Antrieb               | zwei Allison J71 mit 45 kN Schubkraft |
| Höchstgeschwindigkeit | 1.015 km/h                            |
| Dienstgipfelhöhe      | 11.855 m                              |
| Reichweite            | 4.000 km                              |

## Bewaffnung
Rohrbewaffnung zur Selbstverteidigung
- 1 × Heckstandeinheit mit einer Doppellafette in einer Drehkuppel mit 2 × 20-mm-Maschinenkanonen M24A1 mit je 400 Schuss Munition. Die Heckstandeinheit wird von einem Besatzungsmitglied aus der Kabine ferngesteuert. Als Zielhilfe ist ein Feuerleitradar eingebaut. Am Ende der Einheit sind in einer beweglichen Kugelblende zwei MK und das Zielbeleuchtungsradar eingebaut.

Kampfmittel bis zu 5.443 kg im internen Bombenschacht und zwei Außenlaststationen unter den Tragflächen
Ungelenkte Bomben
- 1 × B28IN (Mk.28IN) (Freifallbombe mit nuklearem 1,45-MT-Sprengsatz)
- 12 × Mark 82 LDGP (241-kg-/500-lb-Freifallbombe)
- 6 × Mark 83 LDGP (454-kg-Freifallbombe)
- 8 × panzerbrechende 730-kg-Bombe (1.600-lb)
- 4 × Mark 84 LDGP (907-kg-Freifallbombe)

## Trivia
Im Film BAT-21 – Mitten im Feuer von 1988 spielt Gene Hackman die Rolle des Lt. Colonel Iceal Hambleton, der am 2. April 1972 als Navigator in einer EB-66 über Nordvietnam abgeschossen wurde. Der Film ist jedoch oft weit von den realen Begebenheiten entfernt.